# 羅斯塔維齊亞
49°45′48″N 29°7′39″E / 49.76333°N 29.12750°E
羅斯塔維齊亞（烏克蘭語：Роставиця），是烏克蘭北部的村莊，隸屬日托米爾州的別爾季切夫區。該村始建於1605年，面積2.95平方公里，海拔高度236米，2001年人口980，人口密度每平方公里332.32人。